# Euskaltel Euskadi/2013
Deze pagina geeft een overzicht van de Euskaltel-Euskadi ProTeam-wielerploeg in 2013. Euskaltel voerde jarenlang het beleid alleen wielrenners te contracteren die van Baskische afkomst waren, of een andere sterke binding met Baskenland hadden. Dit is het eerste jaar dat dit beleid los is gelaten. Er staan acht nu niet-Baskische renners onder contract (Romain Sicard komt uit Frans Baskenland).

## Algemeen
Sponsor: telecommunicatiebedrijf Euskaltel
Algemeen manager: Miguel Madariaga
Teammanager: Gorka Gerrikagoitia
Ploegleiders: Iñaki Isasi, Igor González de Galdeano
Fietsen: Orbea
Banden: Vittoria
Onderdelen: Shimano
Kleding: MOA
Budget: 6.5 miljoen euro
Kopmannen: Igor Antón, Mikel Nieve, Samuel Sánchez

## Renners
| Naam                  | Geboortedatum | Nationaliteit | Ploeg 2012             |
| --------------------- | ------------- | ------------- | ---------------------- |
| Jon Aberasturi        | 28-03-1989    | Spanje        | Orbea Continental      |
| Igor Antón            | 02-03-1983    | Spanje        |                        |
| Mikel Astarloza       | 17-11-1979    | Spanje        |                        |
| Jorge Azanza          | 16-06-1982    | Spanje        |                        |
| Bello Bilbao          | 25-02-1990    | Spanje        |                        |
| Garikoitz Bravo       | 13-07-1989    | Spanje        |                        |
| Tarik Chaoufi         | 26-02-1986    | Marokko       | Elite-2                |
| Ricardo Garcia Ambroa | 26-02-1988    | Spanje        |                        |
| Gorka Izagirre        | 07-10-1987    | Spanje        |                        |
| Jon Izagirre          | 04-02-1989    | Spanje        |                        |
| Jure Kocjan           | 18-10-1984    | Slovenië      | Team Type 1-Sanofi     |
| Mikel Landa           | 13-12-1989    | Spanje        |                        |
| Juan José Lobato      | 28-12-1988    | Spanje        | Andalucia-Caja Granada |
| Egoi Martínez         | 15-05-1978    | Spanje        |                        |
| Ricardo Mestre        | 11-09-1983    | Portugal      | Tavira-Prio            |
| Miguel Mínguez        | 30-08-1988    | Spanje        |                        |
| Mikel Nieve           | 26-05-1984    | Spanje        |                        |
| Juan José Oroz        | 11-07-1980    | Spanje        |                        |
| Rubén Pérez           | 30-10-1981    | Spanje        |                        |
| Steffen Radochla      | 19-10-1978    | Duitsland     | Nutrixxion-Sparkasse   |
| Adrián Sáez           | 17-03-1986    | Spanje        |                        |
| Samuel Sánchez        | 05-02-1978    | Spanje        |                        |
| Andre Schulze         | 21-11-1974    | Duitsland     | Team Netapp            |
| Alexander Serebryakov | 25-09-1987    | Rusland       | Team Type 1-Sanofi     |
| Romain Sicard         | 01-01-1988    | Frankrijk     |                        |
| Ioannis Tamouridis    | 03-06-1980    | Griekenland   | SP Tableware           |
| Pablo Urtasun         | 29-03-1980    | Spanje        |                        |
| Gorka Verdugo         | 04-11-1978    | Spanje        |                        |
| Robert Vrečer         | 08-10-1980    | Slovenië      | Team Vorarlberg        |

* Serebryakov werd op 6 april betrapt op dopinggebruik en ontslagen.

## Belangrijke overwinningen
Ronde van Castilië en Leon
1e etappe: Pablo Urtasun
2e etappe: Juan José Lobato
Critérium du Dauphiné
7e etappe: Samuel Sánchez
Ronde van Zwitserland
Tussensprintklassement: Robert Vrečer
Bergklassement: Robert Vrečer
Nationale kampioenschappen wielrennen
Griekenland - tijdrit: Ioannis Tamouridis
Griekenland - individuele wegwedstrijd: Ioannis Tamouridis
Circuito de Getxo
Winnaar: Juan José Lobato
1994 · 1995 · 1996 · 1997 · 1998 · 1999 · 2000 · 2001 · 2002 · 2003 · 2004 · 2005 · 2006 · 2007 · 2008 · 2009 · 2010 · 2011 · 2012 · 2013
AG2R-La Mondiale · Argos-Shimano · Astana · Belkin Pro Cycling · BMC Racing Team · Cannondale Pro Cycling Team · Euskaltel-Euskadi · FDJ · Team Garmin-Sharp · Katjoesja · Lampre-Merida · Lotto-Belisol · Team Movistar · Omega Pharma-Quick Step · Orica-GreenEdge · RadioShack-Leopard · Team Saxo-Tinkoff · Sky ProCycling · Vacansoleil-DCM